# O Phileléftheros
O Phileléftheros (grec moderne : Ὁ Φιλελεύθερος, « Le Libéral ») est le premier journal de Chypre avec 26 000 copies vendues par jour. Il fut fondé en 1951, il est ainsi le plus vieux journal de langue grecque sur l’île. 